# Mechthild von Nassau
Mechthild von Nassau (* vor 1280; † 19. Juni 1323 in Heidelberg) war eine Tochter des römisch-deutschen Königs Adolf von Nassau und dessen Frau, Gräfin Imagina von Isenburg-Limburg. Sie war römisch-deutsche Prinzessin, Gräfin von Nassau und später Herzogin von Oberbayern und Pfalzgräfin bei Rhein durch ihre Heirat mit Rudolf I. von der Pfalz, genannt der Stammler.

## Leben und Wirken
Mechthild war eins von mindestens acht Kindern, von denen vier weitere Geschwister das Erwachsenenalter erreichten: Gerlach I. von Nassau-Wiesbaden, Walram III. von Nassau-Wiesbaden, Ruprecht VI. und Adelheid, Äbtissin des Klosters Klarenthal.
Ihr Mann, Rudolf I., trat 1294 die Nachfolge seines Vaters an und unterstützte seinen Schwiegervater, König Adolf von Nassau, im Kampf um den Thron gegen seinen Onkel, Albrecht von Habsburg. Nach Adolfs Tod schloss sich Rudolf der Partei Albrechts an, aber die starke dynastische Politik des neuen Königs verursachte einen neuen Konflikt. Rudolfs Mutter, Mathilde von Habsburg, fungierte als Regentin für ihren Sohn Rudolf sowie für ihren anderen Sohn, den zukünftigen Kaiser Ludwig IV. Ein Bürgerkrieg gegen Ludwig aufgrund neuer Streitigkeiten über die Teilung Bayerns wurde 1313 mit dem Friedensschluss in München beendet. Rudolf starb 1319 in England.

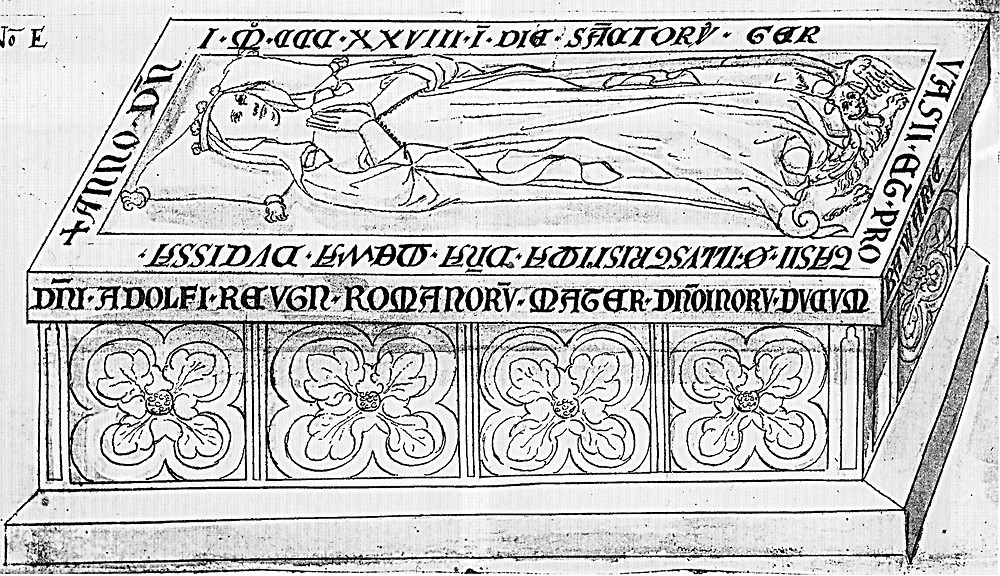
Zeichnung vom Grab Mechthild von Nassaus im Kloster Klarenthal

Ludwig nahm auch die Rheinpfalz auf Grund des mit seinem Bruder Rudolf am 26. Februar 1317 abgeschlossenen Vertrags mit Waffengewalt in Besitz. Nach dem Vertrag sollte Ludwig solange alleine regieren wie der Thronstreit mit den Habsburgern andauerte. Dieser Krieg endete aber erst Jahre nach Rudolfs Tod, im August 1322. Erst nachdem auch Mechthild im Juni 1323 starb, deren Hass gegen Ludwig eine dauerhafte Versöhnung unmöglich gemacht hatte, kam es zwischen diesem und den drei Söhnen Rudolfs zu einer Aussöhnung. 1329 gab Ludwig im Hausvertrag von Pavia die Pfalz den Nachkommen Rudolfs zurück.
Mechthild starb am 19. Juni 1323 in Heidelberg. Sie wurde in der Abtei Klarenthal beigesetzt.

## Heirat und Nachkommen
Prinzessin Mechthild heiratete am 1. September 1294 in Nürnberg Rudolf I. Herzog von Oberbayern und Pfalzgraf bei Rhein. Aus der Ehe gingen sechs Kinder hervor:
- Ludwig, Erbprinz von der Pfalz (1297–1312);
- Adolf (1300–1327) ⚭ 1320 Gräfin Irmengard von Oettingen († 1389 als Nonne im Kloster Liebenau bei Worms);
- Rudolf II. (1306–1353)

1. ⚭ 1328 Prinzessin Anna von Görz, Tirol und Kärnten (1300–1335),
2. ⚭ 1348 Prinzessin Margarete von Sizilien aus dem Hause Aragon (1331–1377);

- Ruprecht I. (1309–1390)

1. ⚭ 1350 Gräfin Elisabeth von Flandern-Namur aus dem Hause Dampierre (1340–1382),
2. ⚭ 1385 Prinzessin Beatrix von Berg (1360–1395);

- Mechthild (1312–1375) ⚭ 1331 Graf Johann III. von Sponheim († 1399);
- Anna (1318–1319).